# Kłodzina

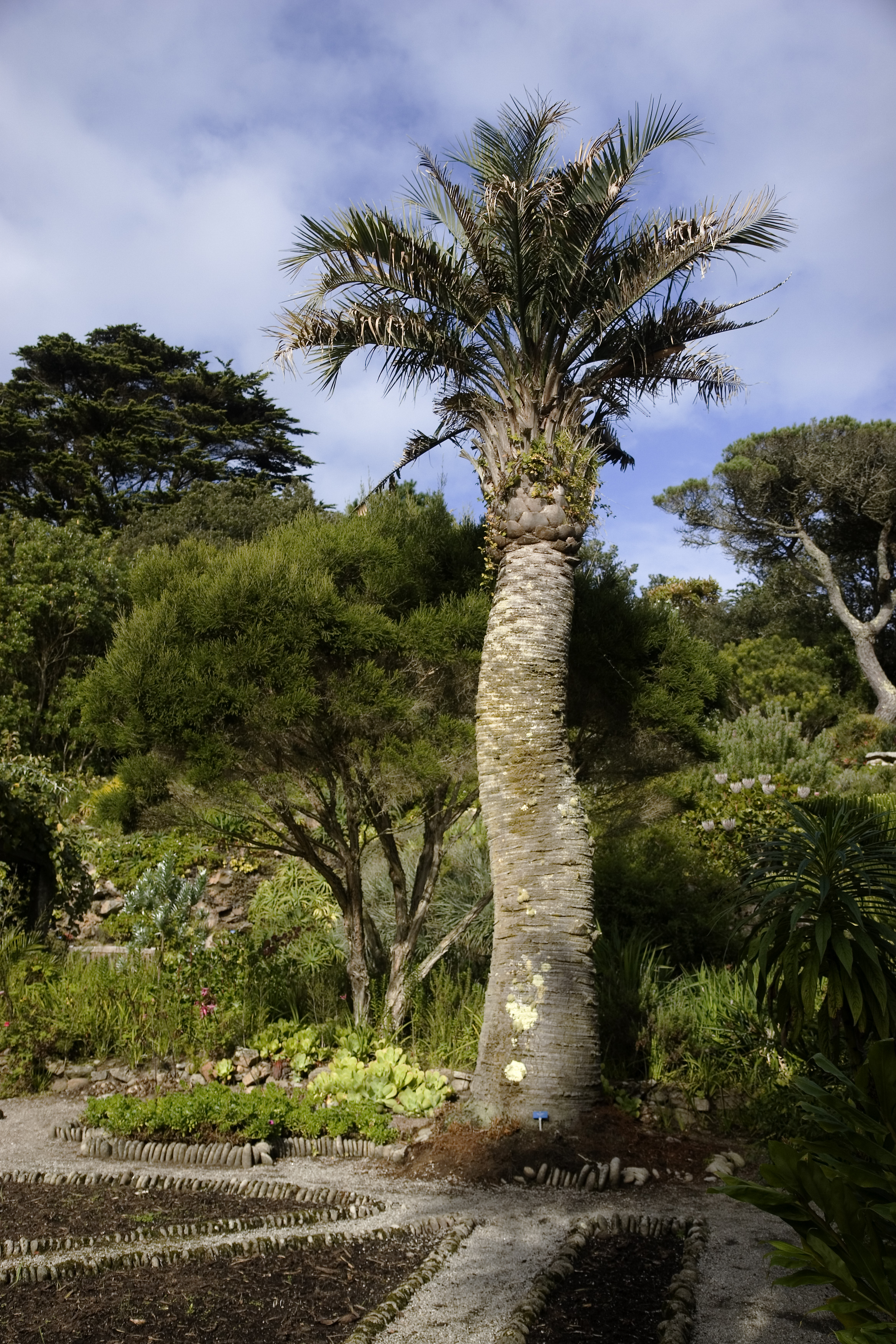
Kłodzina Butia capitata

Kłodzina – rodzaj pnia występujący u palm. 

## Charakterystyka
Rozwój i budowa kłodziny różni się zasadniczo od pnia drzew iglastych i typowych liściastych. Siewka palmy wypuszcza początkowo kilka niepodzielonych liści, otaczających stożek wzrostu i zwiększających średnicę walca osiowego. Komórki tego merystemu pierwotnego, dzieląc się, powodują grubienie pnia. Każdy następny liść wzmacnia podstawę osi blisko poziomu gleby, tak że po upływie wielu lat (u palmy kokosowej po mniej więcej 5 latach) kończy się budowanie podstawy. Na przekroju podłużnym ma ona kształt rozciętej cebuli. Z tej podstawy zaczyna wyrastać w górę lub wzdłuż kłodzina z pękiem liści, nie przyrastając na grubość (wzrost z pierwotną grubością). Ta charakterystyczna cecha wzrostu pnia występuje u wszystkich palm, choć niektóre (np. kalamus rotangowy) nie są samodzielnymi drzewami, lecz lianami. Czasami wahania w grubości kłodziny mogą być wynikiem zmiennych warunków środowiska. Naczynia przewodzące wodę i składniki odżywcze są, w odróżnieniu od drzew liściastych, rozłożone w całym przekroju kłodziny, tworząc ataktostelę. Najmniejszą grubość mają w zewnętrznej korze. Typowa kłodzina palm jest nierozgałęziona, wyjątkiem jest dychotomicznie rozgałęziająca się kłodzina rodzaju widlica Hyphaene.

## Podobne typy pnia
Termin kłodzina stosowany jest w przypadku palm. Podobnie powstające i zbudowane pnie (brak przyrostu wtórnego, wzniesiony i praktycznie nierozgałęziony, strzelisty pokrój, pęk liści na szczycie) mają też niektóre inne rośliny, takie jak paprocie drzewiaste, sagowce i pandany. Pewne podobieństwa występują również u innych drzewiastych jednoliściennych – juk, dracen, aloesów i kordylin. W ich przypadku jednak występuje jednak jeszcze więcej cech odróżniających od typowej kłodziny: specyficzny przyrost wtórny na grubość, rozgałęzienia, krzaczasty pokrój i in. U niektórych roślin (np. bananowca) drewniejące pochwy liściowe tworzą tzw. pień pozorny, jednak nie jest on uznawany przez dendrologów za pień, a takie rośliny nie są drzewami, lecz zdrewniałymi bylinami.